# Mole Antonelliana

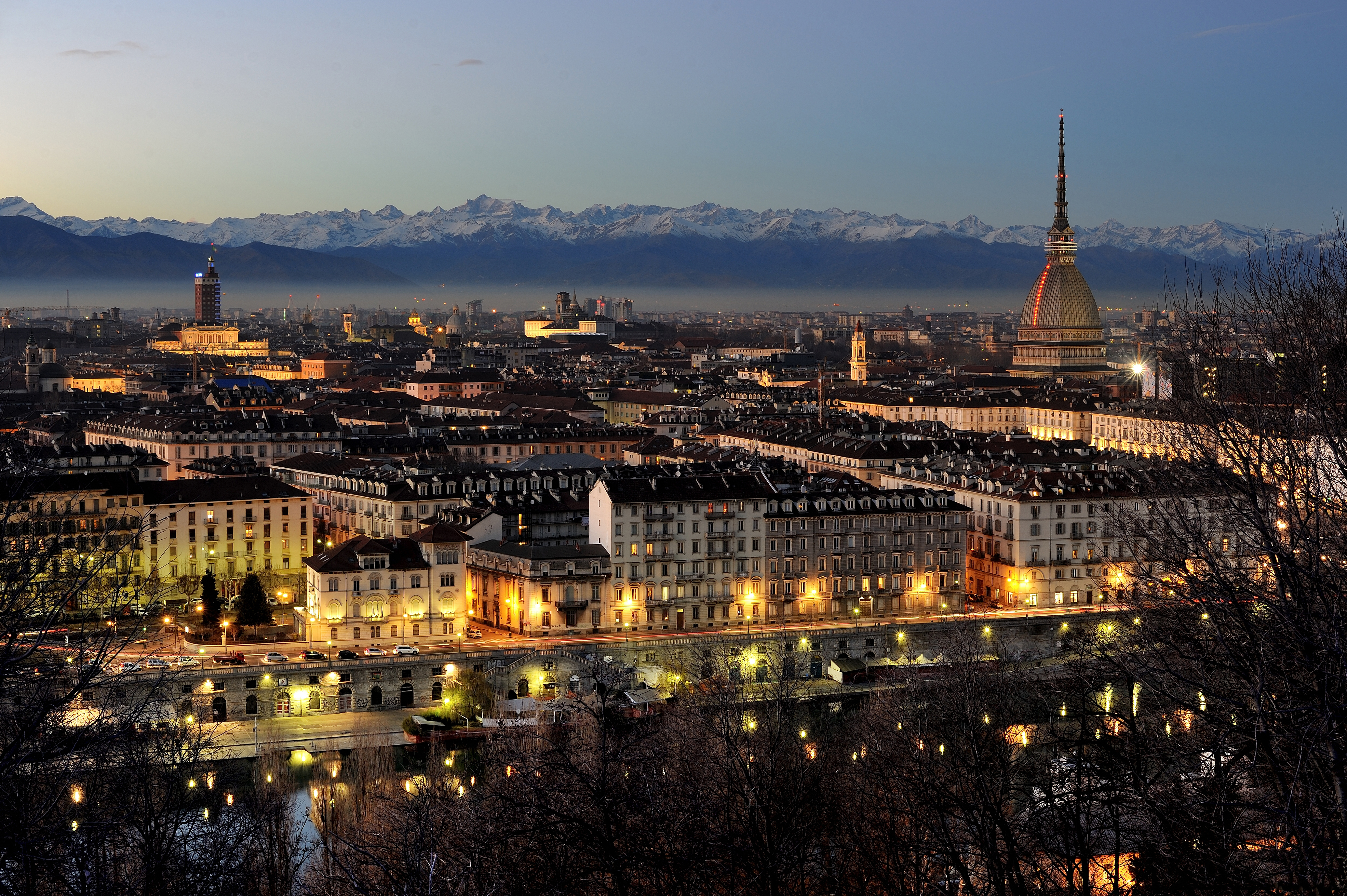
Widok na Turyn z Monte Cappuccini; z prawej – Mole Antonelliana

Mole Antonelliana (pol. Moloch Antonella) – budynek użyteczności publicznej w Turynie, architektoniczny symbol tego miasta, zbudowany w latach 1863–1889 według projektu Alessandra Antonellego na zlecenie miejscowej gminy żydowskiej jako synagoga, sprzedany następnie miastu z powodu trudności związanych z finansowaniem jego budowy. W latach 1908–1938 mieściło się w nim muzeum włoskiego zjednoczenia (Museo Nazionale del Risorgimento Italiano), a od 2000 roku muzeum kinematografii Museo Nazionale del Cinema.
Mając 167,5 m wysokości jest najwyższym ceglanym budynkiem w Europie.
Od nazwy budynku zaczerpnięta została nazwa derbów dwóch największych i najbardziej znanych drużyn piłkarskich z Turynu (Juventusu i Torino) – Derby Della Mole.

## Historia

### 1862–1939
Mole Antonelliana, niezwykła konstrukcja, zaprojektowana została przez inżyniera Alessandra Antonellego w 1862 roku na zlecenie gminy żydowskiej (Comunità Israelita Torinese), która postanowiła wznieść okazałą synagogę dla przypieczętowania końca dyskryminacji na tle religijnym. Spory sprzeciw wzbudziły zmiany wprowadzane w trakcie budowy, a zwłaszcza zamiar projektanta zbudowania na wysokim bębnie strzelistej konstrukcji, pomyślanej jako iglica. W 1869 roku, kiedy budynek był w dużej mierze ukończony, gmina odmówiła wypłaty kolejnych środków, ponieważ koszty budowy przewyższyły przewidziane fundusze. W 1878 roku budowę przejęło miasto. W 1889 roku ukończono budowę pod kierunkiem inżyniera Costanza Antonellego, syna Alessandra. Ostatnim elementem budowy była bardzo wysoka iglica, zbudowana na podstawie ośmiokąta, składająca się z serii elementów stożkowych i cylindrycznych, ułożonych na kształt piramidy, zwieńczonych następnie postacią skrzydlatego geniusza. Około 1905 roku została wykonana dekoracja wnętrz pod kierunkiem architekta Annibale Rigotti. W zamyśle swego twórcy Mole z wysokością 167,5 m miała być najwyższym murowanym budynkiem w Europie. Konstrukcja została częściowo nadwerężona w wyniku trzęsienia ziemi w 1887 roku i uderzenia pioruna w 1904, który spowodował upadek posągu skrzydlatego geniusza, wieńczącego iglicę kopuły. W 1908 roku w Mole Antonelliana umieszczono muzeum włoskiego zjednoczenia (Museo Nazionale del Risorgimento Italiano), które istniało tam aż do lat trzydziestych XX wieku.

### II wojna światowa
Wybuch bomby podczas nalotu z grudnia 1942 roku uszkodził okna i drzwi budynku; zerwane zostały niektóre płyty z dachu od strony via Riberi. Podczas nalotu z dnia 13 lipca 1943 roku na łukach parabolicznych galerii wybuchł pożar. W nalotach z sierpnia 1943 roku uszkodzone zostały okna i drzwi, a w nocy z 16 na 17 sierpnia bomba zapalająca przebiła kopułę, powodując pewne uszkodzenia.

### Po wojnie
W 1953 roku gwałtowny huragan strącił 47-metrową iglicę, którą przebudowano w 1961 roku wzmacniając ją od wewnątrz metalową konstrukcją. W 1961 roku, z okazji setnej rocznicy zjednoczenia Włoch zainstalowano wewnętrzną, panoramiczną windę, która prowadzi na platformę widokową, umieszczoną nad kopułą, na wysokości 85 metrów. W 1999 roku odnowiono windę z kabiną wykonaną z przezroczystego kryształu, osiągającą platformę widokową w 59 sekund.

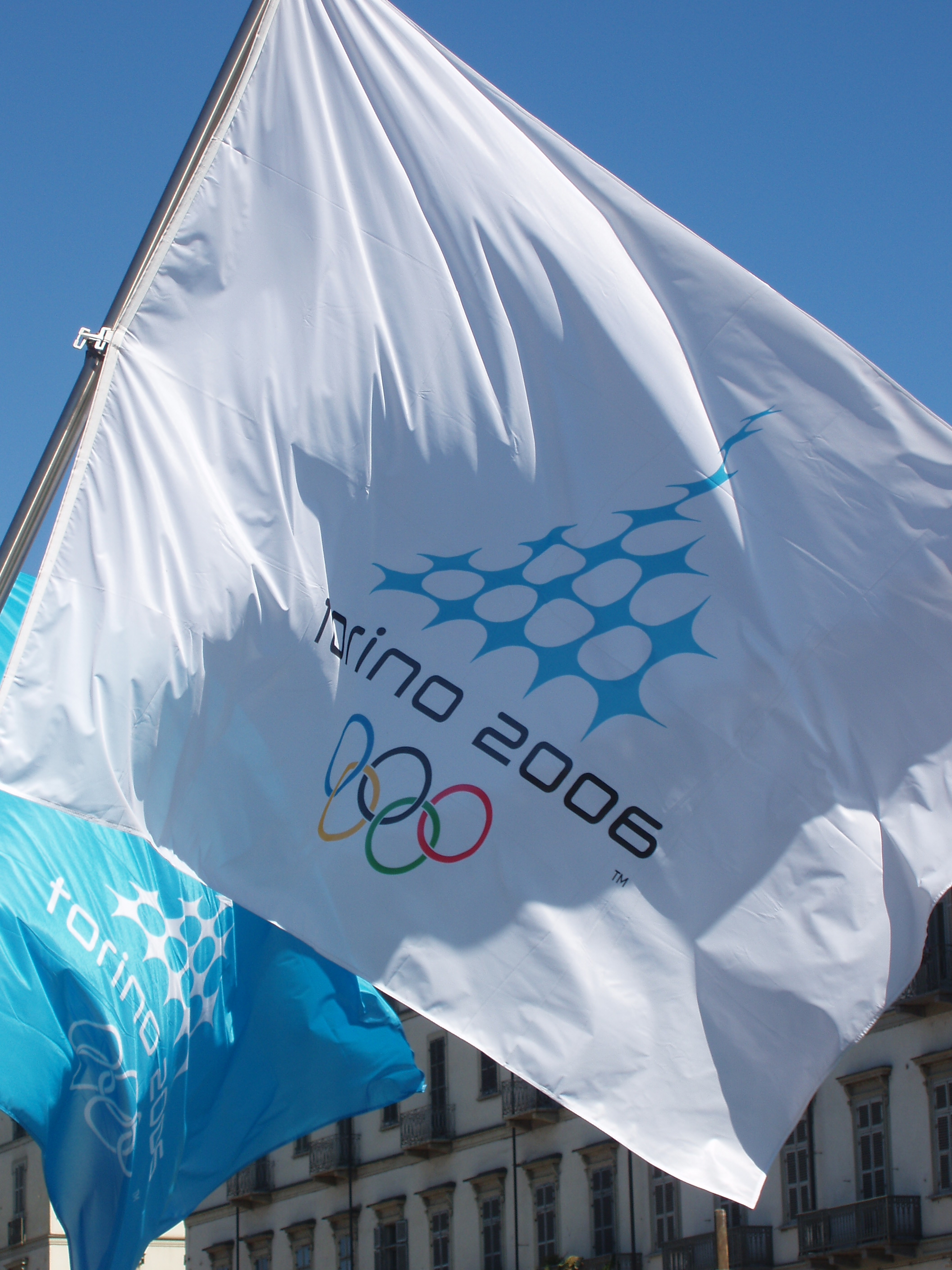
Flaga z logo igrzysk

W 1996 roku Miasto Turyn odrestaurowało budynek przeznaczając go na siedzibę Narodowego Muzeum Kinematografii (Museo Nazionale del Cinema). Muzeum do nowej siedziby wprowadziło się w 2000 roku stając się jednym z najczęściej odwiedzanych muzeów we Włoszech, a sam budynek Mole Antonelliana – jednym z najbardziej znanych zabytków tego kraju. Pozostaje on wciąż najwyższym ceglanym budynkiem we Włoszech. Jego kontur został przedstawiony na  2-centowej monecie wybitej przez Republikę Włoską.
W 2002 roku przy okazji porządkowania systemu oświetlenia zewnętrznego i uruchomienia projektu „Luci d'Artista” z boku kopuły została zamontowana iluminacja w formie rzeźby autorstwa Mario Merza, zatytułowana „Il volo dei numeri” („Lot liczb”), którą tworzy początek ciągu Fibonacciego. Kontur Mole Antonelliana posłużył do opracowania logo Zimowych Igrzysk Olimpijskich, zorganizowanych w 2006 roku w Turynie.

## Architektura
Unikalny budynek o niezwykłej konstrukcji stał się symbolem miasta. Jest najwyższą budowlą ceglaną w Europie. W swym pierwotnym projekcie Antonelli połączył swoją neoklasycystyczną wiedzę z lokalną tradycją barokową, napinając konstrukcję budynku do granic wytrzymałości dzięki zastosowaniu żelaznych łańcuchów. Na tej konstrukcji wspiera się kopuła. Oparta na planie kwadratu konstrukcja ta przedstawia masywną część wewnętrzną, nad którą góruje niewielka świątynia zwieńczona cienką iglicą. Budynek został pierwotnie zbudowany z cegieł, bez użycia konstrukcji metalowych, jeszcze zbyt drogich w ówczesnych Włoszech. Wystrój wnętrza został całkowicie zniszczony w wyniku prac wzmacniających, rozpoczętych w latach 30., w efekcie których stworzono konstrukcję żelbetową, niezależną od dzieła Antonellego